# Dekanija Stari trg
Dekanija Stari trg je rimskokatoliška dekanija Nadškofije Maribor. Sestavljena je iz 11 župnij, od katerih so 4 povezane v tako imenovano pastoralno zvezo župnij.

## Župnije
- Župnija Podgorje pri Slovenj Gradcu
- Župnija Razbor pri Slovenj Gradcu
- Župnija Sv. Florijan v Doliču
- Župnija Sv. Vid nad Valdekom
- Župnija Šmartno pri Slovenj Gradcu
- Župnija Šmiklavž pri Slovenj Gradcu
- Župnija Št. Ilj pod Turjakom

### Pastoralna zveza župnij Slovenj Gradec
- Župnija Pameče
- Župnija Sele pri Slovenj Gradcu
- Župnija Slovenj Gradec (sedež zveze)
- Župnija Stari trg pri Slovenj Gradcu